# Dana Hill
Dana Lynne Goetz, más conocida como Dana Hill (Encino, California, 6 de mayo de 1964-Burbank, California, 15 de julio de 1996), fue una actriz estadounidense, cuya apariencia infantil le permitió interpretar papeles de adolescentes en la treintena. Es conocida por haber interpretado a Audrey Griswald en National Lampoon's European Vacation y por sus papeles en Shoot the Moon y Cross Creek.

## Primeros años
Fue hija de Ted, un director de comerciales, y de Sandy Goetz (nacida Hill). A una edad muy temprana, fue diagnosticada con diabetes tipo I, que terminó abruptamente con un prometedor futuro en el deporte. La diabetes no solo afectó su altura (a los 18 años media 1,52 m y pesaba 37 kg), sino que también le causó complicaciones de salud para toda su vida.

## Carrera
A pesar del fuerte desaliento de su padre, comenzó a trabajar en comerciales y, para evitar el nepotismo, tomó el apellido de soltera de su madre como su nombre artístico. Apareció en numerosos papeles como actriz invitada en programas como Family antes de obtener el papel principal en la serie de CBS The Two Of Us. 
En 1982 actuó en Shoot the Moon. Ese mismo año, interpretó a Frankie Addams en The Member of the Wedding. En 1983 protagonizó la película Cross Creek. En 1985 los productores de la película National Lampoon's Vacation estaban buscando realizar una secuela, pero Anthony Michael Hall se negó a repetir su papel como Rusty Griswold. Los productores decidieron cambiar los roles de ambos niños, y así, Hill fue elegida para reemplazar a la actriz original, Dana Barron, en National Lampoon's European Vacation. También apareció en Academia de combate.

## Muerte
Entró en un coma diabético en mayo de 1996 y sufrió una apoplejía al mes siguiente. El 15 de julio de 1996, murió a los 32 años. Fue incinerada y sus cenizas fueron dadas a amigos y familiares.